# 3537 Jürgen
3537 Jürgen là một tiểu hành tinh vành đai chính với chu kỳ quỹ đạo là 1521.9936324 ngày (4.17 năm).
Nó được phát hiện ngày 15 tháng 11 năm 1982.